# 1607 en arts plastiques
| Années des arts plastiques : 1604 - 1605 - 1606 - 1607 - 1608 - 1609 - 1610    |
| Décennies des arts plastiques : 1570 - 1580 - 1590 - 1600 - 1610 - 1620 - 1630 |

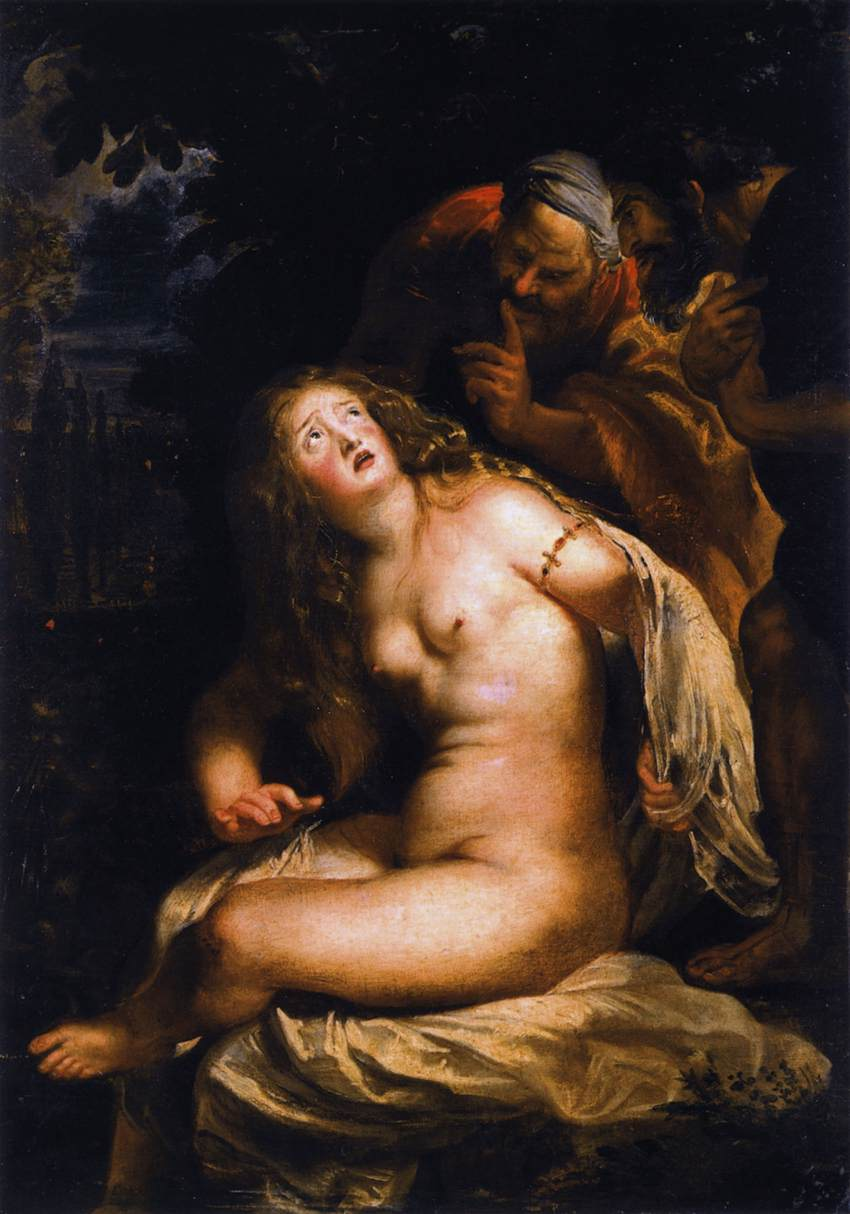
Suzanne et les vieillards, de Rubens.

Cette page concerne l'année 1607 en arts plastiques.

## Œuvres
- David avec la tête de Goliath : tableau du Caravage
- La Flagellation du Christ : tableau du Caravage
- Portrait d'Alof de Wignacourt : tableau du Caravage
- Judith décapitant Holopherne : tableau attribué au Caravage
- Allégorie du Temps, tableau d'Otto van Veen

## Naissances
- ? avril : Mathieu Le Nain, peintre français († 20 avril 1677),
- 31 mai : Johann Wilhelm Baur, peintre et graveur allemand († 1642),
- 13 juillet : Wenceslas Hollar, dessinateur et graveur originaire de Bohême († 25 mars 1677),
- 6 août : Dirck van der Lisse, peintre et homme politique néerlandais († 31 janvier 1669),
- 26 septembre : Francesco Cairo, peintre italien († 27 juillet 1665),
- 24 octobre : Jan Lievens, peintre et dessinateur néerlandais († juin 1674),
- ? : Agostino Beltrano, peintre italien de l'école napolitaine († 1656).

## Décès
- 6 avril : Jan Saenredam, peintre maniériste, dessinateur, graveur et cartographe néerlandais (° 1565),
- ? octobre : Luis de Carvajal, peintre maniériste espagnol (° 1556),

- Date inconnue :
- Andrea Boscoli, peintre italien de l'école florentine (° vers 1560),

- 1606 ou 1607 :
- Alessandro Casolani, peintre de l'école siennoise (° vers 1552),

- Entre 1607 et 1610 :
- Bartholomaeus Bruyn le Jeune, peintre allemand (° vers 1530).